# Omen (píseň)
„Omen“ je devatenáctý singl britské skupiny The Prodigy vydaný 19. února 2009. Je to první komerční singl z alba Invaders Must Die. K singlu byl natočen i videoklip, ve kterém jsou živé záběry skupiny. Singl se stal desátým, který se dostal do první desítky žebříčku UK Singles Chart. Singl dodnes nevyšel mimo Evropu. Skladba byla zvolena za Nejlepší singl roku 2009 během Kerrang! Awards. Singl také dosáhl #68 v žebříčku Tripple J Hottest 100; je to celkově pátý singl skupiny, který se dostal do tohoto žebříčku po „Voodoo People“ z roku 1994, „Breathe“ a „Firestarter“ z roku 1996 a „Funky Shit“ z roku 1997. Samotná skladba je na soundtracku filmu Kick-Ass.

## Seznam skladeb
CD Singl
1. Omen (Edit) - 3:14
2. Omen (NOISIA Remix) - 6:18

12" Vinyl
1. Omen (NOISIA Remix) - 6:18
2. Invaders Must Die (Chase & Status Remix) - 5:09

Digital Bundle
1. Omen (Edit) - 3:14
2. Omen (Hervé's End Of The World Remix) – 5:22 (Exclusive to iTunes)
3. Omen (NOISIA Remix) - 6:18
4. Omen (Extended Mix) - 3:41
5. Omen (Instrumental) - 3:36

## Pozice v žebříčcích
| Žebříček (2009)               | Vrcholová pozice |
| ----------------------------- | ---------------- |
| Ö3 Austria Top 40             | 22               |
| French Singles Chart          | 61               |
| German Singles Chart          | 28               |
| Australian ARIA Singles Chart | 83               |
| Holland Singles Chart         | 75               |
| Irish Singles Chart           | 28               |
| Swiss Singles Chart           | 40               |
| UK Singles Chart              | 4                |

### Žebříčky z konce roku
| Žebříček (2009)  | Pozice |
| ---------------- | ------ |
| UK Singles Chart | 71     |